# Préfecture apostolique de Battambang
La préfecture apostolique de Battambang est une église particulière de l'Église catholique au Cambodge.

## Territoire
La préfecture apostolique couvre les provinces de Battambang, Pouthisat, Kampong Chhnang, Kampong Thom, Siem Reap, Preah Vihear, Otdar Mean Cheay, Banteay Mean Chey et Pailin. La cathédrale Notre-Dame-de-l'Assomption de Battambang était située dans la préfecture apostolique.

## Histoire
La préfecture apostolique a été érigée le 26 septembre 1968 à partir du vicariat apostolique de Phnom Penh.

## Ordinaire
- du 26 septembre 1968 au 30 avril 1975 : Paul Tep Im Sotha
- du 30 avril 1975 au 6 juillet 1992 : vacance du siège
- du 6 juillet 1992 au 1er avril 2000 : Yves Ramousse, Vicaire apostolique de Phnom Penh, assume également la charge d'administrateur apostolique de Battambang
- depuis le 1er avril 2000 : Enrique Figaredo Alvargonzález, S.J.